# Бременский парламент
Бременский парламент (нем. Bremische Bürgerschaft) является законодательным органом власти Вольного ганзейского города Бремен в Германии. Парламент избирает членов Сената (исполнительной власти), осуществляет надзор за исполнительной властью и принимает законы. В настоящее время он состоит из 84 членов от представителей 5 фракций. Нынешнее коалиционное большинство — коалиция Социал-демократической партии, Союза 90/Зелёных и Левой партии, поддерживающая мэра и председателя Сената Андреасa Бовеншульте. Делегаты города Бремен также образуют Бременский городской парламент, делегаты Бремерхафена Бремерхафенский.

## Состав
Выборы проводятся с использованием системы пропорционального представительства в обоих избирательных округах: Бремен (69 мест) и Бремерхафен (15 мест) с процентным барьером в 5%. Это единственный немецкий земельный парламент с 4-летним, а не 5-летним сроком полномочий.
В 1979 году Бременский зеленый список (нем. Bremer Grüne Liste) удалось попасть в парламент, став первой зелёной партией, когда-либо входившей в немецкий ландтаг.

### Нынешний состав
Последние выборы в Парламент Бремена прошли 26 мая 2019 года:
| Партия                                  | Мест |
| --------------------------------------- | ---- |
| Христианско-демократический союз (CDU)  | 24   |
| Социал-демократическая партия (SDP)     | 23   |
| Союз 90/Зелёные (Bündnis 90/Die Grünen) | 16   |
| Левая (Die Linke)                       | 10   |
| Альтернатива для Германии (AfD)         | 5    |
| Свободная демократическая партия (FDP)  | 5    |
| Граждане в гневе (BIW)                  | 1    |